# Hrvatski Superkup di pallanuoto maschile 2022
La Supercoppa di Croazia 2022 è stata la 1ª edizione della Supercoppa di Croazia. Il torneo si è disputato dalla vincitrice del campionato croato, il Jug Dubrovnik, e la vincitrice della Coppa di Croazia, il Jadran Spalato. La partita si è giocata il 20 novembre 2022 alle ore 20:00 a Zara ed è stata vinta dal Jug Dubrovnik.

## Risultati
| Arbitri: | Tomislav Copić (Sebenico) Dragan Štampalija (Sebenico) |

|                                                                    |           |                                                            |
| Joković: 4 Fatović, Lazić, Kakaris, Grgurević: 2 Biljaka, Kržić: 1 | Marcatori | 3: Marinić Kragić, Šetka 2: Dobud 1: Burić, Delić, Dužević |